# Airbus A320neo
De Airbus A320neo-familie is een vliegtuigenfamilie van Airbus die sinds januari 2016 in gebruik is. De afkorting "neo" staat voor "new engine option". De doorontwikkeling van de A320 Enhanced naar de neo is de meest recente stap binnen het in 2006 gestarte moderniseringsprogramma. De A320neo vervangt de bestaande Airbus A320, die nu aangeduid wordt als 'A320ceo' waar 'ceo' staat voor "current engine option".
Naast nieuwe motoren bevat het moderniseringsprogramma ook aerodynamische verbeteringen, grote gebogen winglets (sharklets), gewichtsbesparing, een nieuwe cabine met grotere opbergvakken voor handbagage, en een verbeterd luchtzuiveringssysteem. Klanten hebben de keuze tussen de CFM International LEAP-1A- of de Pratt & Whitney PW1100G-motoren.
Volgens Airbus levert deze combinatie van verbeteringen een 15% lager brandstofverbruik per vliegtuig, 8% lagere operationele kosten, verminderde geluidsproductie en een vermindering van de uitstoot van stikstofoxide (NOx) met ten minste 10% ten opzichte van de bestaande A320-serie, en verder resulteren deze verbeteringen in een toename van het bereik met ongeveer 900 km. Ten slotte maakt een heringedeelde cabine het mogelijk tot 20 extra passagiers te vervoeren waarmee in totaal een meer dan 20% lager brandstofverbruik per zitplaats behaald wordt.
Airbus heeft in januari 2016 in totaal 4.471 bestellingen voor de A320neo-familie staan. De eerste A320neo werd op 1 juli 2014 de Airbus-fabriek in Toulouse uit gereden. De eerste vlucht van het vliegtuig vond plaats op 25 september 2014. De typegoedkeuring van zowel de European Aviation Safety Agency als de Federal Aviation Administration werd op 24 november 2015 in ontvangst genomen.
Op 25 januari 2016 werd de eerste A320neo in gebruik genomen door Lufthansa, de launch customer van de A320neo.

## Ontwikkeling

### A320 Enhanced

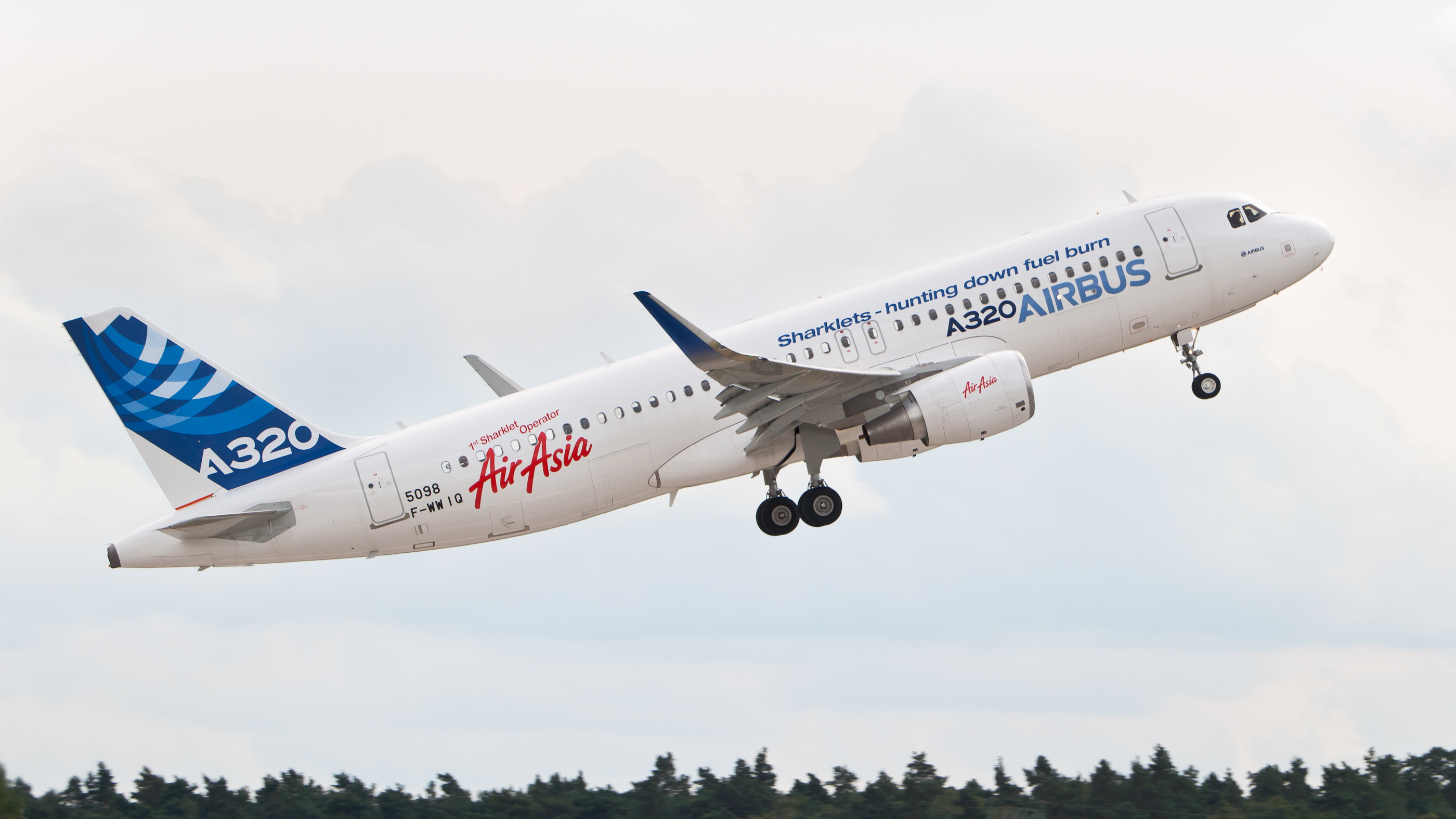
Airbus A320 Enhanced (A320E) met sharklets op de luchtvaartshow van Berlijn in 2012

Airbus heeft twee opties onderzocht als opvolger voor de A320-familie. De eerste optie was een volledig nieuw toestel ontwerpen en ontwikkelen, de tweede optie was de bestaande A320 bijwerken en van nieuwe motoren voorzien.
In 2006 begon Airbus met het A320 Enhanced- (of "A320E"-)programma als een update voor de bestaande A320-familie. De update bevat verbeteringen zoals aerodynamische verbeteringen zoals het toevoegen van grote gebogen winglets (sharklets) met een verbetering van de brandstofefficiëntie met 3,5%, gewichtsbesparingen, een nieuwe cabine en verbeterde motoren. Deze verbeteringen werden in 2007/2008 toegepast op de A320 uitgerust met de CFM56 Tech Insertion en de V2500Select (One)-motoren. Van deze motoren werd verwacht dat de brandstofbesparing slechts 1–2% zou bedragen, waarmee Airbus besloot over te gaan op de new engine option, afgekort "neo".
"Wie zou er kiezen voor een vloot van een nieuwe generatie vliegtuigen die 5% beter is dan de A320 van vandaag? Vooral als een andere verbetering van 10% mogelijk is in de tweede helft van het volgende decennium op basis van nieuwe motortechnologie," zei John Leahy, Airbus Chief Operating Officer en uitvoerend lid, in 2006.

#### Sharklets

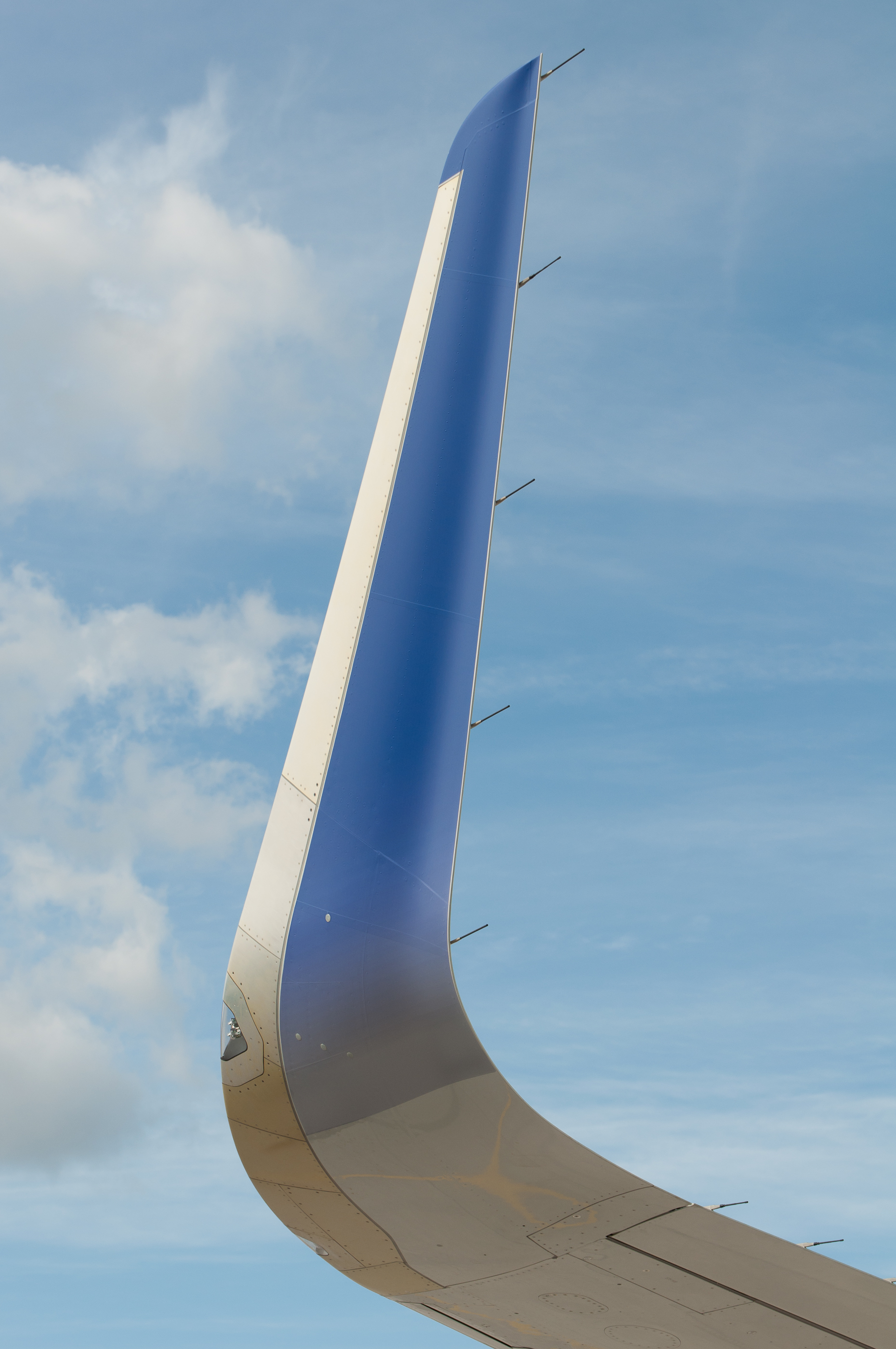
A320 Enhanced (A320E) en A320neo sharklet detail op de luchtvaartshow van Berlijn van 2012.

Zowel de A320 Enhanced als de A320neo beschikken over enkele aanpassingen aan de vleugel, voornamelijk de installatie van de gebogen "sharklets" op A320s (en A320neo's) vanaf 2012 met Air New Zealand als launch customer. Deze Airbus-winglets zijn 2,4 meter hoog, wegen 200 kilogram, verminderen het brandstofverbruik met 3,5% en bieden een toename in het laadvermogen van 500 kilogram of reikwijdte met 190 km als de klant er voor kiest het originele laadvermogen te behouden. Dit komt overeen met een jaarlijkse CO2-reductie van ongeveer 700 ton per vliegtuig, waarmee gebruikers van de A320 in de VS $ 220.000 per vliegtuig per jaar besparen. De sharklets worden geproduceerd en geleverd door Korean Air Aerospace Division.

#### Enhanced cabine
De A320 Enhanced werd uitgerust met een nieuwe stillere cabine die zowel betere en grotere bagage-opbergruimte als een modern gevoel biedt. Een nieuw luchtzuiveringssysteem met filters en een driewegkatalysator verwijdert giftige dampen en onaangename geuren uit de lucht voordat deze de cabine in gepompt wordt. LED-verlichting is optioneel beschikbaar. Verder kan de bemanning de cabine bedienen via nieuwe touchscreen-displays.
De nieuwe "Space-Flex" optionele cabine-indeling vergroot de doeltreffendheid van het ruimtegebruik van de cabine. Dit wordt onder meer bereikt door een nieuwe wc-indeling in de cabine. Dit maakt het tevens mogelijk om 9 extra passagiers mee te nemen in de A320neo ten opzichte van de A320ceo en – met grotere, verplaatste deuren ("Cabin-Flex") – tot 20 extra passagiers voor de A321neo ten opzichte van de A321ceo zonder dat dit ten koste van het passagierscomfort gaat. De grotere verplaatste deuren voegen echter wel 100 kg toe aan het leeggewicht van de A321neo. Brandstofefficiëntie per stoel is met deze optie toegenomen tot 6%, en met de nieuwe motoren en sharklets zal dit toenemen tot 20%.

### A320neo: New Engine Option
Op 1 december 2010 werd door Airbus officieel de A320neo "New Engine Option" gelanceerd. De motoren die gekozen zijn voor de A320neo zijn de CFM International LEAP-1A en de Pratt & Whitney PW1100G. Hoewel de nieuwe motoren 16% minder brandstof verbruiken, zal het echte verbruik iets hoger liggen bij installatie op de A320 met 1–2% omdat de motoren worden geïnstalleerd op een bestaand toestel.
De CEO van Airbus is tevreden met de voorspelling dat de onderhoudskosten van de Pratt & Whitney PW1000G-motoren 15% lager liggen in vergelijking met bestaande motoren. Airbus plant de komende 15 jaar 4.000 A320neo's te leveren.
De eerste Airbus A320neo rolde op 1 juli 2014 uit de Airbus-fabriek in Toulouse. De Pratt & Whitney PW1100G-JM-motor verkreeg het Federal Aviation Administration-certificaat op 19 december 2014.
In tegenstelling tot andere recent ontwikkelde passagiersvliegtuigen met jarenlange vertragingen als de Bombardier CSeries, Comac C919, Irkut MC-21, of zelfs uitgestelde ontwikkelingen zoals bij de Boeing Y1/737 MAX, was de eerste A320neo geheel volgens planning klaar in september 2014. De overeenkomst van 95% tussen de A320neo en de bestaande A320 hielp bij het verlagen van de kans op vertraging die wordt geassocieerd met grote veranderingen. De levering van de eerste A320neo was eerst naar voren geschoven naar oktober 2015, maar later uitgesteld tot begin 2016. Lufthansa nam op 20 januari 2016 haar eerste A320neo in ontvangst.
Het eerste Airbus A321neo-prototype, D-AVXB, vloog op 9 februari 2016 voor het eerst. Drie dagen later vond er een tail strike plaats waardoor het toestel naar Toulouse gevlogen moest worden voor herstelwerkzaamheden. Airbus verwachtte door dit voorval een vertraging van enkele weken voordat dit type gecertificeerd zou worden.

## Ontwerp

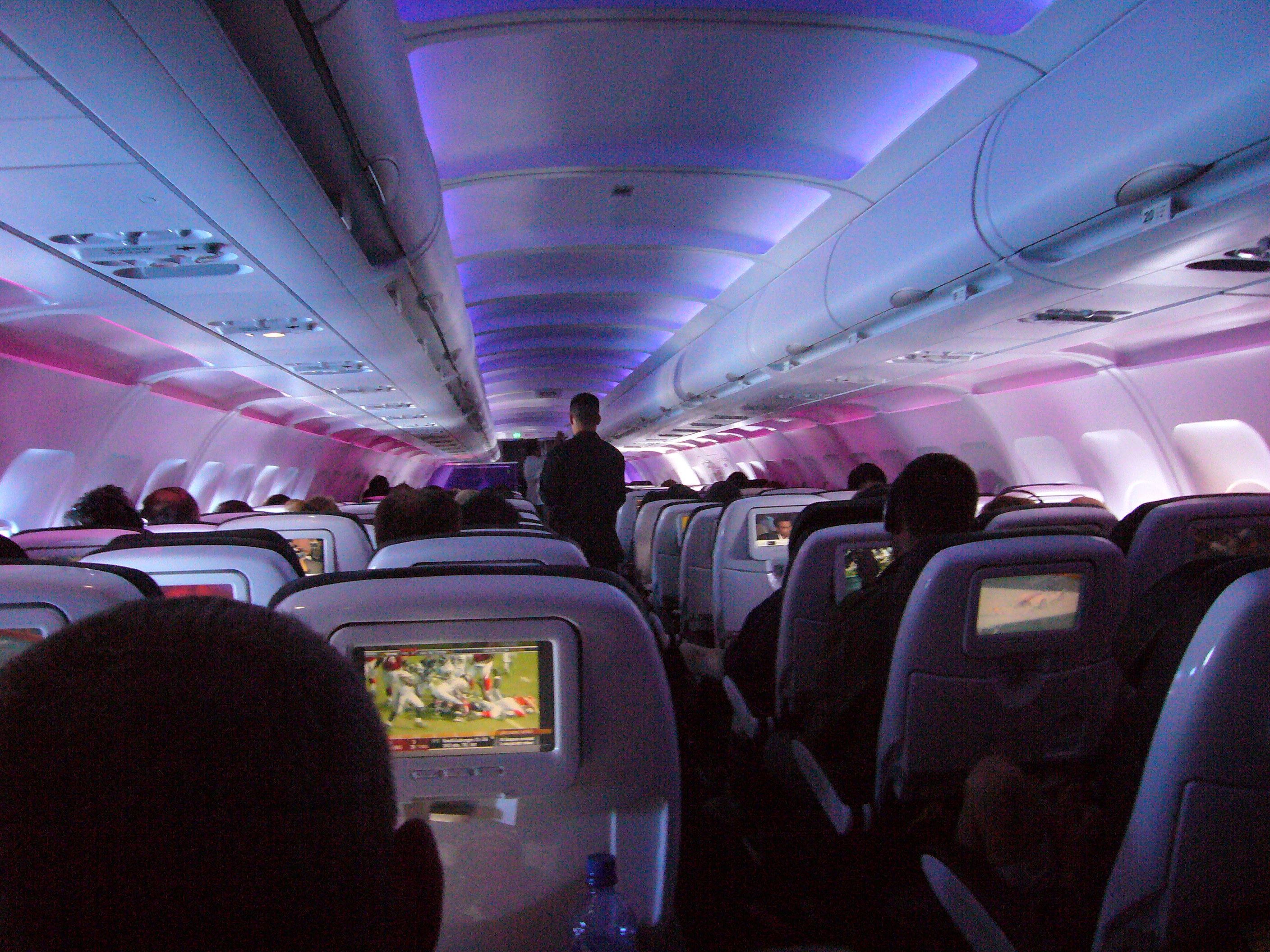
Virgin America Airbus A320 Enhanced economy class cabine met LED verlichting

Airbus zegt dat de A320neo door middel van nieuwe motoren en grote "sharklets" 15 procent brandstof bespaart ten opzichte van de huidige A320ceo.
De A320neo komt voor meer dan 95% overeen met de bestaande A320. 91% van de onderdelen komt overeen; de A320neo wordt echter gebouwd met nieuwere materialen zoals composietmaterialen en aluminiumlegeringen, die helpen met gewichts- en brandstofbesparing. Tevens wordt door het gebruik van nieuwe materialen het totaal aantal gebruikte onderdelen gereduceerd wat resulteert in lagere onderhoudskosten.

## Varianten
Airbus heeft ervoor gekozen om drie varianten binnen de A320-familie met de "New Engine Option" te leveren. De A319, A320 en A321 zullen alle drie verder ontwikkeld worden, waarbij de verwachting is dat dit voor de A318 niet het geval zal zijn.
- A319neo: Variant met een verkorte romp. Qatar Airways was de geplande launch customer, maar zette de A319neo-orders om in A320neo's in 2013.[41][42] Sindsdien heeft zich geen nieuwe launch customer gemeld.
- A320neo: Standaard variant. Lufthansa is de launch customer.[43]
- A321neo: Verlengde romp met structurele versterkingen aan het landingsgestel en de vleugel, vergrote vleugels en andere kleinere veranderingen door een hoger leeggewicht. ILFC is de launch customer.[44]
- A321LR: Deze variant is een A321neo voorzien van een extra brandstoftank voor extra reikwijdte en beschikt tevens over een vergroot laadvermogen. Air Lease Corp. (ALC) is de launch customer.[45]
- A321XLR: Verderzetting van de A321LR met nog meer vliegbereik.

### A321LR
De A321neo met een verhoogd startgewicht van 97 ton – meestal aangeduid als A321LR of A321neoLR (LR = long-range) – vervoert 206 passagiers in een 2 klasse-indeling met een vergrote reikwijdte van 7.400 km door gebruik te maken van drie extra brandstoftanks van 2.990 liter. Een cabine-indeling met premium economy die plaats biedt aan 164 passagiers maakt een groter bereik mogelijk van 7.600 km.
Historisch gezien is dit de tweede verhoging van het startgewicht van de Airbus A321. De oorspronkelijke A321-100 had een startgewicht van 83 ton maar werd snel vervangen door de A321-200 met een startgewicht van 93,5 ton. In oktober 2014 begon Airbus met de verkoop van de A321LR als vervanger voor de verouderde Boeing 757-200.
In vergelijking tot de 757-200 voorspelt Airbus dat de A321LR, afhankelijk van het aantal stoelen, in totaal 25–30% goedkoper is op routes waar een wide-body te duur zou zijn. Hoewel Boeing als reactie op de A321LR de bijnaam "Middle of Market (MOM)" heeft gekozen voor een mogelijk toekomstig model, ontkent Boeing bezig te zijn met bijvoorbeeld een '757MAX'.

### A321XLR
In januari 2018 onderzocht Airbus een nieuwe variant van de A321LR met nog meer startgewicht. Deze A321XLR, met een verhoogd vliegbereik van 8.300 km, was gepland voor indienstneming in 2021 of 2022 en zou wedijveren met de Boeing NMA. Het toestel heeft een permanente Rear Centre Tank (RCT) voor meer brandstof, een versterkt landingsgestel voor het hogere startgewicht van 101 ton en verbeterde flaps voor een hoger opstijgvermogen. In juni 2022 werd de eerste vlucht uitgevoerd. Het toestel wordt aangedreven met LEAP-1A-motoren van CFM. Het kreeg een EASA-certificaat op 19 juli 2024 en zou tegen het eind van de zomer in dienst komen.

## Bestellingen en leveringen
De A320neo-familie heeft binnen twee jaar meer dan 2.000 bestellingen ontvangen, waarmee de A320neo het snelst verkopende vliegtuig ooit is. Virgin America was aanvankelijk launch customer na het plaatsen van een bestelling voor 30 A320neo-toestellen die deel uitmaakte van een eerdere bestelling voor 60 toestellen op 17 januari 2011. Maar in november 2012 stelde Virgin America de levering van de A320neo-toestellen uit tot 2020, waardoor ILFC de nieuwe launch customer werd voor zowel de A320neo als de A321neo.
Grote bestellingen zijn: 430 toestellen namens IndiGo, 200 namens AirAsia, 100 namens American Airlines en 174 namens Lion Air. De A320neo werd in januari 2016 in gebruik genomen door Lufthansa, ongeveer 27 jaar nadat de allereerste A320 geleverd werd. Oorspronkelijk zou na de A320neo de kleinere A319neo geïntroduceerd worden waarop de grotere A321neo zou volgen. Echter door een verandering in de markt heeft Airbus besloten de A319neo na de A321neo te introduceren. Deze A321neo wordt op zijn beurt weer geïntroduceerd na de A320neo.
Op de luchtvaartshow van Parijs van 2011 bevestigde Airbus bestellingen van GECAS Scandinavian Airlines, TransAsia Airways, IndiGo, LAN Airlines, AirAsia en GoAir.
Airbus bevestigde daarnaast toezeggingen voor 83 A320neo-toestellen van Air Lease Corporation en Avianca. In totaal voorzag de luchtvaartshow van Parijs in 2011 Airbus van 667 bestellingen en 83 toezeggingen, waaronder 200 toestellen voor AirAsia, voor de A320neo.
Een maand later bestelde American Airlines 130 A320neo's en Lufthansa was de eerste Duitse klant met een bestelling van 30 toestellen. Op de luchtvaartshow van Dubai in november 2011 werden nog eens 130 bestellingen en 105 toezeggingen van verschillende klanten genoteerd. Op 25 januari 2012 bevestigden Norwegian en Airbus een bestelling van 100 A320neo's.
In december 2012 tekende Pegasus Airlines een contract voor de afname van maximaal 100 A320neo-familie-toestellen waarvan 75 (57 A320neo's en 18 A321neo's) bevestigde bestellingen zijn.
Lufthansa bestelde 70 extra A320neo- en A321neo-toestellen in maart 2013.
easyJet heeft een bestelling staan voor 100 Airbus A320neo's die geleverd worden tussen 2017 en 2022. In het koopcontract is opgenomen dat easyJet een optie heeft op nog eens 100 A320neo-toestellen. ANA staat op het punt een bestelling te plaatsen voor zowel de A320neo als de A321neo. Op 15 oktober 2014 heeft IndiGo een memorandum van overeenstemming getekend met Airbus voor de aankoop van 250 A320neo-familie-toestellen. De deal is meer dan $25,5 miljard op basis van de cataloguswaarde van de toestellen. Deze bestelling is tevens de grootse bestelling van de maatschappij ooit en het grootste aantal toestellen ooit verkocht door een Europese vliegtuigbouwer in een bestelling. IndiGo heeft in 2005 al 100 toestellen besteld en 180 extra toestellen in 2011.
Op 16 december 2021 werd bekend dat Air France-KLM bij Airbus een order van ruim honderd toestellen van de A32N familie heeft geplaatst. De nog te leveren vliegtuigen moeten op termijn de plek van de huidige Boeing 737-vloot gaan in nemen. De toestellen zullen onder de dochterbedrijven KLM en Transavia Nederland en Transavia France worden verdeeld. De order omvat zowel A320neo- als A321neo-vliegtuigen. Ook heeft het bedrijf nog de optie om bovenop de reeds 100 bestelde toestellen nog eens 60 toestellen bij te bestellen. In welke configuratie de toestellen zullen worden geleverd en hoe ze worden verdeeld onder KLM en Transavia is nog niet bekendgemaakt. De eerste toestellen zullen rond vanaf 2023 aan het bedrijf worden geleverd, de laatste in 2030.

## Gebruikers
In augustus 2017 waren er 136 A320neo-vliegtuigen in gebruik.
- Lufthansa eerste vlucht op 25 januari 2016.[70]
- IndiGo eerste vlucht op 18 maart 2016.[71]

## Specificaties
|                      | A319neo                                              | A320neo                                                               | A321neo                                              |
| -------------------- | ---------------------------------------------------- | --------------------------------------------------------------------- | ---------------------------------------------------- |
| Bemanning cockpit    | Twee                                                 | Twee                                                                  | Twee                                                 |
| Capaciteit           | 140 (2-klassen) 160 (1-klasse, maximaal)             | 165 (2-klassen) 189 (1-klasse, maximaal)                              | 206 (2-klassen) 240 (1-klasse, maximaal)             |
| Stoelafstand         | met maximale capaciteit : 71–74 cm                   | met maximale capaciteit : 71 cm 16 Business 91 cm + 190 Economy 76 cm |                                                      |
| Stoelbreedte         | Economy met 6 abreast: 46 cm                         | Economy met 6 abreast: 46 cm                                          | Economy met 6 abreast: 46 cm                         |
| Vrachtcapaciteit     | 27 m³                                                | 37 m³                                                                 | 51 m³                                                |
| Lengte               | 33,84 m                                              | 37,57 m                                                               | 44,51 m                                              |
| Spanwijdte           | 35,80 m                                              | 35,80 m                                                               | 35,80 m                                              |
| Hoogte               | 11,76 m                                              | 11,76 m                                                               | 11,76 m                                              |
| Cabinebreedte        | 3,7 m                                                | 3,7 m                                                                 | 3,7 m                                                |
| Kruissnelheid        | Mach 0,78(447 knots (828 km/h) op kruishoogte)       | Mach 0,78(447 knots (828 km/h) op kruishoogte)                        | Mach 0,78(447 knots (828 km/h) op kruishoogte)       |
| Max. leeggewicht     | 60,3 t                                               | 64,3 t                                                                | 75,6 t                                               |
| Max. landingsgewicht | 63,9 t                                               | 67,4 t                                                                | 79,2 t                                               |
| Max. takeoff weight  | 75,5 t                                               | 79 t                                                                  | 97 t                                                 |
| Jet fuel capaciteit  | 26.730 l                                             | 26.730 l                                                              | 32.940 l                                             |
| Reikwijdte           | 6.950 km                                             | 6.500 km                                                              | 7.400 km                                             |
| Motoren (×2)         | CFM International LEAP-1A of Pratt & Whitney PW1100G | CFM International LEAP-1A of Pratt & Whitney PW1100G                  | CFM International LEAP-1A of Pratt & Whitney PW1100G |
| Motordiameter        | PW1100G: 206 cm, LEAP-1A: 198 cm                     | PW1100G: 206 cm, LEAP-1A: 198 cm                                      | PW1100G: 206 cm, LEAP-1A: 198 cm                     |
| Stuwkracht           | PW1124G : 107,82 kN LEAP-1A24 : 106,8 kN             | PW1127G : 120,43 kN LEAP-1A28 : 120,64 kN                             | PW1133G : 147,28 kN/PW1135G LEAP-1A32/33 : 143,05 kN |
| Eerste vlucht        | -                                                    | 25 september 2014                                                     | 9 februari 2016                                      |

### Motoren
| Benaming model | Motoren       | Datum van certificatie | Take-off-stuwkracht | Continue stuwkracht |
| -------------- | ------------- | ---------------------- | ------------------- | ------------------- |
| A320-271N      | PW1127G-JM    | 24 november, 2015      | 12 043 daN          | 11 718 daN          |
| A320–251N      | CFM LEAP-1A26 | 31 mei, 2016           | 12 064 daN          | 11 868 daN          |